# Arve Tellefsen
Arve Tellefsen (sinh ngày 14 tháng 12 năm 1936) là một nghệ sĩ vĩ cầm người Na Uy. Ông từng hợp tác với các nhạc trưởng hàng đầu như Mariss Jansons, Arvid Jansons, Herbert Blomstedt, Gary Bertini, Evgeny Svetlanov, Bryden Thomson, Neeme Järvi, Esa-Pekka Salonen, Paavo Berglund, Vladimir Ashkenazy, Walter Weller và Zubin Mehta. Tại Vương quốc Anh, ông đã có những buổi ra mắt công chúng với những dàn nhạc như dàn nhạc giao hưởng nổi tiếng như dàn nhạc giao hưởng Hoàng gia, dàn nhạc giao hưởng London, dàn nhạc giao hưởng The Hallé, dàn nhạc giao hưởng BBC Scotland, dàn nhạc giao hưởng BBC Welsh, dàn nhạc giao hưởng Liverpool và dàn nhạc giao hưởng Hoàng gia Scotland.

## Sự nghiệp
Khi lên 6 tuổi, Tellefsen bắt đầu tập chơi vĩ cầm tại 'Trondheims musikkskole' (trường âm nhạc ở Trondheim). Năm 1955, ông bắt đầu học tại Học viện Âm nhạc Hoàng gia Đan Mạch ở Copenhagen. Năm 1959, ông có buổi ra mắt công chúng đầu tiên tại Universitetets Aula, Oslo.
Tellefsen là người thành lập Lễ hội âm nhạc thính phòng Oslo. Lễ hội này diễn ra hàng năm và thu hút rất nhiều nghệ sĩ quốc tế, bao gồm Anne Sofie von Otter, Randi Stene, Solveig Kringlebotn, Elizabeth Norberg-Schulz, Barbara Hendricks, Liv Ullmann, Jan Garbarek, Leif Ove Andsnes, Truls Mørk, Yuri Bashmet, Mischa Maisky, Gidon Kremer, Angela Hewitt, Hagen Quartet, Hilliard Ensemble, Jordi Savall, Rolf Lislevand và Maria João Pires. Gần đây, ông cũng đã thu âm những bản sáng tác của Edvard Grieg: Complete Violin Sonatas với nghệ sĩ piano Håvard Gimse tại nhà riêng của Grieg ở Troldhaugen. Bản thu âm mới nhất của ông là sáng tác của nhà soạn nhạc nổi tiếng người Na Uy Ole Bull (1810-1880).

## Sơ tán khẩn cấp trên máy bay năm 1984
Vào tháng 2 năm 1984, ông tham gia một cuộc sơ tán khẩn cấp trên một chuyến bay SAS bị hạ cánh ở vùng nước ngoài khơi sân bay JFK.
Mặc dù được hướng dẫn bỏ lại tài sản, nhưng ông vẫn từ chối bỏ cây vĩ cầm Guarneri giá trị của mình khi họ di tản lên một chiếc bè bơm hơi. Những người di tản phải chèo ra khỏi máy bay bằng tay không, và do không có mái chèo nên họ đã nảy sinh một số đề xuất (mặc dù chủ yếu là đùa cợt) là sử dụng nhạc cụ quý giá để chèo thuyền.

## Giải thưởng và Danh hiệu

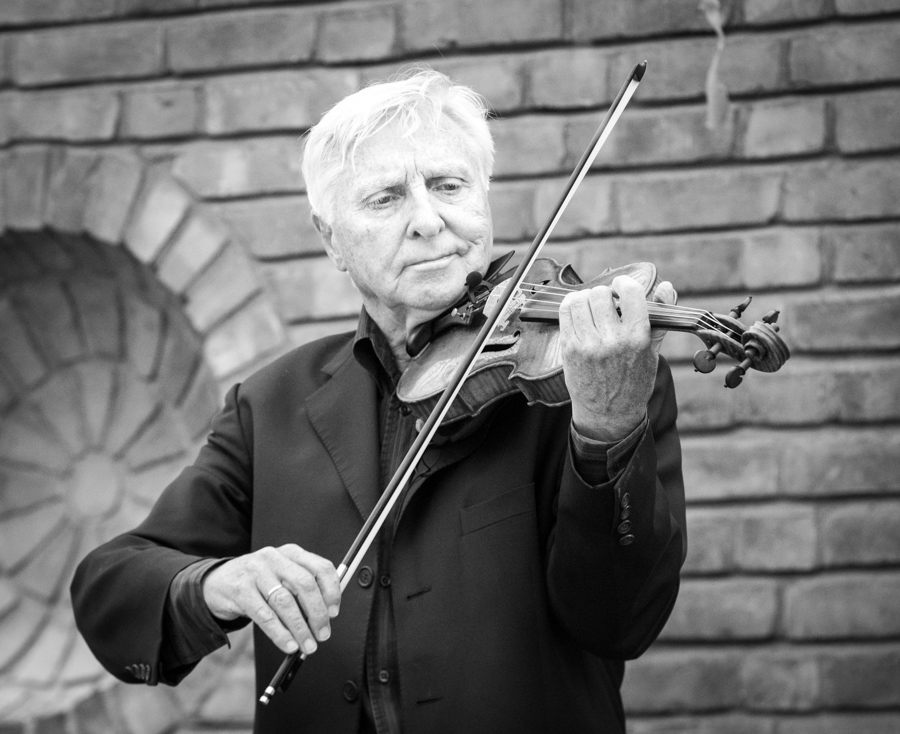
Arve Tellefsen biểu diễn năm 2017

- 1956: Hiệp sĩ của Polyhymnia, chỉ huy của Dàn nhạc Giao hưởng tại Studentersamfundet i Trondhjem .
- 1956: «Giải thưởng âm nhạc Princess Astrid»
- 1962: Giải thưởng âm nhạc quốc tế Harriet Cohen, Luân Đôn
- 1968/1969: Musikk-kritikerprisen
- Năm 1973: «Griegprisen»
- 1975: Festspill-prisen Festspillene i Bergen
- 1977: «Giải thưởng Văn hóa hạt Sør-Trøndelag »
- 1977: Spellemannprisen ở hạng Mở, cho Sindings fiolinkonsert / du milde Mozart
- 1978: «This year 'Peer Gynt '»
- 1980: Spellemannprisen trong nhạc Cổ điển / Nhạc đương đại cho Serenade
- 1983: Gammlengprisen 1983, hạng mục âm nhạc Cổ điển
- 1986: Spellemannprisen trong nhạc Cổ điển / Nhạc đương đại với bộ sonater Grieg cho fiolin / klaver og cello / klaver cùng với Eva Knardahl ( klaver ), Aage Kvalbein (cello) og Jens Harald Bratlie (klaver)
- 1988: Spellemannprisen hạng mục Open class cho album Pan
- 1988: Được bổ nhiệm làm thành viên của Học viện Âm nhạc Hoàng gia Thụy Điển
- 1994: Giải thưởng Văn hóa Thành phố Oslo
- 1994: Được bổ nhiệm làm «Tư lệnh của St. Olavs Orden»
- 1996: Norsk kulturråds ærespris
- 1996: Tiến sĩ Nghệ thuật Honoris Causa NTNU (Tiến sĩ Danh dự của Trường Đại học Norges Teknisk-Naturvitenskapelige ở Trondheim )
- 1997: Công dân danh dự của Trondheim năm 1997, một bức tượng của Tellefsen được dựng lên
- 2004: «Giải thưởng Fartein Valen »
- 2004: «Giải thưởng Ole Bull »
- 2005: Được bổ nhiệm làm «Chỉ huy với Ngôi sao của St. Olavs Orden»
- 2007: «Giải thưởng Văn hóa Anders Jahres»
- 2009: Nhận bằng danh dự tại Học viện Âm nhạc Na Uy.[5]